# Вилчелеле (комуна, Келераш)
Вилчелеле (рум. Vâlcelele) — комуна у повіті Келераш в Румунії. До складу комуни входять такі села (дані про населення за 1 грудня 2021 рік):
- Вилчелеле (1104 особи)
- Флороайка (561 особа)

Комуна розташована на відстані 83 км на схід від Бухареста, 25 км на північний захід від Келераші, 121 км на захід від Констанци, 134 км на південний захід від Галаца.

## Населення
Станом на 1 грудня 2021 року населення складало 1665 осіб. Густота населення — 25,79 осіб/км².
За даними перепису населення 2002 року у комуні проживала 2081 особа, усі — румуни. Усі жителі комуни рідною мовою назвали румунську.
Склад населення комуни за віросповіданням:
| Релігія        | Кількість осіб | Відсоток |
| -------------- | -------------- | -------- |
| православні    | 2071           | 99,5%    |
| лютерани       | 4              | 0,2%     |
| адвентисти     | 2              | 0,1%     |
| п'ятдесятники  | 1              | < 0,1%   |
| греко-католики | 1              | < 0,1%   |
| не релігійні   | 1              | < 0,1%   |

## Зовнішні посилання
- Дані про комуну Вилчелеле на сайті Ghidul Primăriilor [Архівовано 15 вересня 2008 у Wayback Machine.]